# Sukanagara (Peundeuy)
Sukanagara is een bestuurslaag in het regentschap Garut van de provincie West-Java, Indonesië. Sukanagara telt 3462 inwoners (volkstelling 2010).